# 13251 Viot
13251 Viot este un asteroid din centura principală de asteroizi.

## Descriere
13251 Viot este un asteroid din centura principală de asteroizi. A fost descoperit pe 20 iulie 1998 la Caussols, în cadrul proiectului ODAS. Asteroidul prezintă o orbită caracterizată de o semiaxă mare de 2,17 ua, o excentricitate de 0,18 și o înclinație de 3,9° în raport cu ecliptica.